# Holtbyrnia anomala
Holtbyrnia anomala är en fiskart som beskrevs av Krefft, 1980. Holtbyrnia anomala ingår i släktet Holtbyrnia och familjen Platytroctidae. Inga underarter finns listade i Catalogue of Life.